# Freedom (Sanne Salomonsen-album)
 For alternative betydninger, se Freedom. (Se også artikler, som begynder med Freedom)
Freedom er det trettende studiealbum af den danske sangerinde Sanne Salomonsen. Det blev udgivet den 31. marts 2003 på Medley Records. Det er Sanne Salomonsens første studiealbum med originale sange siden 1996-albummet.
Freedom er indspillet i løbet af 2002, og er produceret af Óli Poulsen, DeadMono, Nikolaj Steen, og Infernal, mens sangskrivere tæller kendte navne som Ivan Pedersen, Søren Sko, og Søren Rasted, samt dance-duoen Infernal. Selv beskriver Sanne Salomonsen albummet som "en voksen popplade med nogle stærke sange, hvor man har lyst til at høre hele cd’en igennem. Og så håber jeg da, at jeg er nysgerrig – at jeg udforsker det, der sker musikalsk uden at blive utroværdig." Albummet blev en kommerciel succes med 55.000 solgte eksemplarer.

## Spor
Vokal produceret af Sanne Salomonsen og Ivan Pedersen.
| #   | Titel                 | Sangskriver(e)                                                           | Producer(e)               | Længde |
| --- | --------------------- | ------------------------------------------------------------------------ | ------------------------- | ------ |
| 1.  | "How Does It Feel"    | Marit Bie, Harry Sommerdahl                                              | Nikolaj Steen             | 3:43   |
| 2.  | "Fly Away"            | Søren Runge, Annika Askman, Søren Sko, Mikhala W. Iversen, Ivan Pedersen | Steen                     | 3:26   |
| 3.  | "Teardrops in Heaven" | Søren Rasted                                                             | Óli Poulsen               | 4:11   |
| 4.  | "Rock the Cradle"     | Emil Gotthard, Tanya Stephens                                            | Steen                     | 4:10   |
| 5.  | "You're Gonna Cry"    | Niclas von der Burg, Magnus Lindsten, Anoo Bhagavan                      | Steen                     | 3:38   |
| 6.  | "Like a Woman"        | Petter Lindgård, Petter Holmberg                                         | Steen                     | 3:35   |
| 7.  | "One World"           | Mick Lister, Bhagavan, Hans Sjölander                                    | Poulsen                   | 3:35   |
| 8.  | "Miracle"             | Lina Rafn, Paw Lagermann, Michelle Djarling, Hannibal Gustafsson         | Rafn, Lagermann, Djarling | 3:28   |
| 9.  | "Girlfriend"          | Bie, Winston Sela, Marcus Dernulf                                        | Steen                     | 3:46   |
| 10. | "The Rainbow"         | Ruby Amanfu, Malcolm Pardon, Fredrik Rinman                              | DeadMono                  | 3:27   |
| 11. | "My Freedom"          | Amanfu, Jens Bjurman, Per Kalenius                                       | Steen                     | 3:14   |
| 12. | "Drama"               | Nina Woodford, Fredrik Rinman, Malcolm Pardon                            | DeadMono                  | 3:14   |
| 13. | "Fluffy"              | Peter Busborg, Janus Nyeborg                                             | Poulsen                   | 4:53   |